# Харчевский, Александр Николаевич
Алекса́ндр Никола́евич Харче́вский (9 мая 1950, Жашков — 14 августа 2024, Липецк) — советский и российский военный лётчик. Начальник 4-го Центра боевого применения и переучивания летного состава (1997—2015), генерал-майор, лётчик-снайпер, «Заслуженный военный лётчик Российской Федерации. Ведущий авиационной группы высшего пилотажа Соколы России» (2006—2015).

## Биография
Родился 9 мая 1950 года в городе Жашков Черкасской области Украинской ССР. Мать — медик, отец — директор райпромкомбината.
В 1968 году окончил среднюю школу, в 1972 году — Харьковское высшее военное авиационное училище лётчиков. С 1972 по 1978 год проходил службу на должностях летчика-инструктора, командира звена в 31-м истребительном полку в ГСВГ, а с 1978 года — в Липецке. В 1986 году окончил Военно-воздушную академию им. Юрия Гагарина.
В 1993 году Харчевскому присвоено звание «Заслуженный военный лётчик Российской Федерации». В 1997 году присуждена учёная степень — кандидат военных наук. С того же года — начальник 4-го Центра боевого применения и переучивания летного состава. С 2000 года — начальник Липецкого гарнизона.
Являлся одним из ведущих летчиков ВВС РФ. На международных соревнованиях провел более 50-ти учебных воздушных боев с зарубежными военными летчиками и ни одного не проиграл. Имеет классную квалификацию «Военный лётчик-снайпер».
Участвовал в воздушном параде на Поклонной горе 9 мая 1995 года. В воздушной части парада на Красной площади 9 мая 2008 года  пилотировал истребитель-бомбардировщик Су-34.
В 2000 году обеспечил перелёт на самолёте Су-27УБ исполняющего обязанности Президента РФ Владимира Владимировича Путина из Краснодара в Грозный и обратно.
С 2006 по 2015 годы — ведущий лётчик пилотажной группы «Соколы России».
В 2011 году в возглавляемом им Липецком авиацентре разразился скандал по поводу поборов денег с личного состава. Было возбуждено уголовное дело. В результате по данному факту были осуждены офицеры из руководящего состава авиацентра и полка.
31 августа 2012 года назначен начальником Военного учебно-научного центра Военно-воздушных сил «Военно-воздушная академия имени профессора Н. Е. Жуковского и Ю. А. Гагарина» в Воронеже.
13 декабря 2012 года освобождён от должности начальника ВУНЦ ВВС и назначен начальником 4-го Центра боевого применения и переучивания летного состава (Липецкий авиацентр).
В августе 2015 года ушёл на пенсию по достижении предельного возраста нахождения на военной службе. Преемником на посту начальника липецкого авиацентра стал Герой России генерал-майор Сергей Кобылаш. С 2016 года на лётно-испытательной работе на Иркутском авиационном заводе.
Скончался ночью 14 августа 2024 года на 75-м году жизни. Похоронен на Городском кладбище Липецка.

## Семья
- Сын Вадим Александрович Харчевский (род. 1969) — инженер Липецкого авиацентра.
- Дочь Инна Александровна Харчевская — работала преподавателем в Липецком государственном техническом университете.

## Награды
- Почётное звание «Заслуженный военный лётчик Российской Федерации»
- Орден «За заслуги перед Отечеством» IV степени
- Орден «За военные заслуги»
- Орден Красной Звезды
- Орден «За службу Родине в Вооружённых Силах СССР» III степени
- Орден «Знак Почёта»
- Медаль Нестерова
- Орден «За заслуги» (Франция)
- Медаль «Воину-интернационалисту от благодарного афганского народа» (Афганистан)
- другие медали, именное оружие.

## В культуре
- Док. фильм «Жить, чтобы летать» реж. Ольга Чернова.